# Maurice Tinland
 (mars 2017).
Maurice Tinland, né le 20 mars 1915 à Valence, mort le 29 mars 1963 à Moulins, est un avocat et résistant français. De 1947 à 1959, il est maire de Moulins.

## Biographie
Maurice Tinland est issu d'une famille protestante ; son père était colonel d’artillerie. La famille s'installe à Moulins en 1920 et, après ses études au lycée Banville, Tinland fait des études de droit à Paris pour devenir avocat. En 1938, il obtient sa licence et en novembre il s’inscrit auprès du barreau de Moulins.
Mobilisé en 1939, il participe à la Seconde Guerre mondiale dans l’aviation de reconnaissance lointaine, se distinguant particulièrement le 14 mai 1940 au cours d’une mission en rentrant de Coblence. Sous-lieutenant, il est alors décoré de la croix de guerre. Après avoir tenté de gagner l’Angleterre, il est démobilisé en août 1940 et reprend sa profession d’avocat.
Rapidement, il entre dans la Résistance. Il fait partie du mouvement « Combat », qui se regroupe en janvier 1943 avec « Libération-Sud » et « Franc-Tireur », pour former les Mouvements unis de la Résistance. À l'automne 1943, il participe au transport d’armes et d’explosifs parachutés dans la Montagne bourbonnaise, en utilisant son domicile comme première cachette. Le 28 janvier 1944, il est arrêté devant son domicile par la Gestapo, avec son père et son beau-frère. Il est emprisonné à « la Mal-Coiffée » à Moulins, terriblement torturé pendant sept mois et libéré le 25 août avec d’autres détenus, de façon qu'il peut assister à la libération de sa ville le 6 septembre 1944.
En 1947, Maurice Tinland se présente aux élections municipales. Il figure sur une liste qui associe des radicaux-socialistes, des gaullistes et des modérés. Le 26 octobre, à l'âge de 32 ans, il est élu maire en étant le plus jeune titulaire de ce poste dans l’histoire de Moulins. Il se rapproche des socialistes, mais, aux élections suivantes, il se présente sans étiquette politique et les remporte de justesse face aux socialistes et aux communistes. Aux élections de 1959, il ne se présente plus et se consacre à sa profession d’avocat.
Au retour d’une plaidoirie à Riom, le 29 mars 1963, il est pris d'un violent mal de tête, avant de décéder brutalement chez lui, à son retour. Il est inhumé au cimetière de Moulins.
Une rue à Moulins porte son nom.